# Kenan Kodro
Kenan Kodro (San Sebastián, 1993. augusztus 19. –) bosnyák válogatott labdarúgó, a Ferencváros játékosa.

## Pályafutása

### Klubcsapatokban
A San Sebastiánban született Kodro az Antiguoko és a Real Sociedad utánpótlásában nevelkedett, 2011 és 2014 között 76 bajnokin 14 alkalommal volt eredményes az utóbbi klub harmadosztályba szereplő tartalékcsapatában, míg 2012-ben rövid ideig az alsóbb osztályú Lagun Onakban játszott kölcsönben.
2014 júliusában az akkor másodosztályú Osasunához igazolt, ahol augusztus 23-án csereként beállva mutatkozott be a Segunda Divisiónban. Október 18-án, a Tenerife ellen szerezte első gólját a csapatban, találata pedig 3–2-es győzelemhez segítette együttesét.
2015. január 28-án szerződését 2018 nyaráig meghosszabbította a csapattal. Nagy szerepe volt abban, hogy az idény végén az Osasuna feljutott a spanyol élvonalba, a La Ligába, miután a bajnokság play-offjában három gólt szerzett, ebből kettőt a feljutásról döntő mérkőzésen, a Girona ellen.
2016. augusztus 19-én debütált a spanyol élvonalban egy Málaga elleni 1–1-es bajnokin. Első gólját a La Ligában 2017. január 22-én szerezte a Sevilla ellen hazai pályán elszenvedett 4–3-as vereség során.
2017. június 26-án, miután az Osasuna kiesett az élvonalból, négyéves szerződést írt alá a német élvonalbeli Mainzcal. Augusztus 19-én, a Hannover 96 elleni 1–0-s vereség alkalmával lépett először pályára a Bundesligában.
A vártnál kevesebb játéklehetőség miatt 2018 januárjában a szezon hátralevő részére a svájci élvonalban szereplő Grasshopperhez került kölcsönbe. Április 21-én mesterhármast ért el a Lugano ellen 4-3-ra megnyert bajnokin, és annak ellenére, hogy csak fél szezont játszott a csapatban, hét góljával a zürichiek házi gólkirálya lett.
2018 júliusában négy évre aláírt a dán első osztályban szereplő FC Københavnhoz. A csapatnál töltött ideje alatt bemutatkozhatott az Európa-ligában is, ahol az izlandi Stjarnan elleni idegenbeli mérkőzésen mesterhármast szerzett. A dán bajnokságban nyolc alkalommal lépett pályára, egyetlen gólját október 7-én szerezte a Randers ellen.
2019. január 31-én visszatért Spanyolországba, ahol az Athletic Bilbao játékosa lett. Február 10-én, a Barcelona ellen lépett pályára első bajnokiján új csapatában. Összesen 26 La Liga-találkozón viselte a baszk klub mezét, a 2020–2021-es idény második felét kölcsönben a Real Valladolidban töltötte.
2021. augusztus 24-én a Fehérvár igazolta le. 2021. augusztus 28-án az MTK ellen 2–1-re megnyert mérkőzésen csereként beállva (29 perc alatt) 2 gólt lőtt. 2022. július 21-én a labdarúgó Európa-konferencialiga 2. selejtezőkörében az azeri Qabala ellen 4–1-re megnyert hazai mérkőzésen 2 gólt szerzett. A Fehérvár együttesében összesen 88 mérkőzésen 44 gólt szerzett, kilenc gólpasszt adott.
2024. január 6-án jelentették be, hogy a Ferencvároshoz igazolt. Február 3-án, a Kisvárda elleni bajnokin mutatkozott be az FTC-ben, első gólját pedig április 14-én a Zalaegerszegi TE ellen szerezte. A szezon végén bajknoki címet ünnepelhetettt csapatával.
2024 júliusában a török Gaziantephez került kölcsönbe, a szezon végéig. 27 bajnokin összesen kétszer talált az ellenfelek kapujába.

### A válogatottban
2017. március 16-án Mehmed Baždarević hívta meg először a bosznia-hercegovinai válogatott keretébe. Tizenkét nappal később Albánia ellen mutatkozott be a csapatban. Kezdőként kapott lehetőséget a 2–1-re megnyert felkészülési mérkőzésen és gólpasszt adott Senad Lulićnak. 2017. szeptember 3-án, a Gibraltár elleni világbajnoki selejtezőn szerezte meg első válogatott gólját.

## Családja
Édesapja Meho Kodro korábbi válogatott labdarúgó, aki pályafutása során játszott a Real Sociedadban és a Barcelonában is. Edzőként két évig fia felkészülését is irányította a Real Sociedad utánpótlásában. Ők az első apa-fia páros, akik mindketten pályára léptek a bosznia-hercegovinai válogatottban.

## Statisztika

### A válogatottban
| Bosznia-Hercegovina | Bosznia-Hercegovina | Bosznia-Hercegovina |
| Év                  | Mérk.               | Gólok               |
| ------------------- | ------------------- | ------------------- |
| 2017                | 4                   | 1                   |
| 2018                | 5                   | 1                   |
| 2019                | –                   | –                   |
| 2020                | –                   | –                   |
| 2021                | 1                   | 0                   |
| 2022                | 1                   | 0                   |
| 2023                | 4                   | 0                   |
| Összesen            | 15                  | 2                   |

## Sikerei, díjai

### Klubcsapatokban
Athletic Bilbao
- Spanyol labdarúgó-szuperkupa (1): 2021

 Ferencváros
- Magyar bajnok (1): 2023–24
- Magyar kupa ezüstérem (1): 2024[36]